# Elecciones generales de Liechtenstein de 2025
Las elecciones generales de Liechtenstein de 2025 se celebraron el 9 de febrero de 2025 para elegir a los 25 miembros del Landtag. La Unión Patriótica (VU) obtuvo 10 escaños, mientras que el Partido Cívico Progresista (FBP) obtuvo siete, el más bajo de su historia. Los Demócratas por Liechtenstein (DpL) ganaron seis escaños, siendo la mayor cantidad de escaños ganados por un tercer partido en la historia de Liechtenstein. La Lista Libre (FL) obtuvo dos escaños. La participación electoral fue del 76,3%.

## Antecedentes
En las elecciones generales de Liechtenstein de 2021, la Unión Patriótica y el Partido Cívico Progresista ganaron 10 escaños cada uno.  Como resultado, los dos partidos formaron un gobierno de coalición, en última instancia bajo el mando de Daniel Risch de la Unión Patriótica.
El 19 de febrero de 2024, Risch declaró su intención de no postularse para la reelección. Además, en una entrevista con 1 FLTV, el presidente en ejercicio del Landtag de Liechtenstein, Albert Frick, anunció que no se postulará para la reelección.

## Campaña
La Unión Patriótica (VU) nominó a Brigitte Haas para primera ministra, siendo la segunda mujer nominada para el puesto, detrás de Sabine Monauni en 2021.  Afirmó que estaba «disponible» para varios mandatos si era elegida.
El 13 de agosto de 2024, el Partido Cívico Progresista nombró al expresidente del Landtag Ernst Walch como candidato a primer ministro. A los 68 años, es el candidato más antiguo de la historia de Liechtenstein. Ha declarado su intención de servir solo un mandato como primer ministro en caso de ser elegido.
En febrero de 2024, el periódico Liechtensteiner Vaterland llevó a cabo una encuesta que sugería que solo el 25 % de los votantes apoyaría a otro gobierno de coalición entre la Unión Patriótica y el Partido Cívico Progresista. Sin embargo, el FBP ha declarado que está abierto a la formación de una coalición en caso de que gane las elecciones. Brigitte Hass también ha dicho que está abierta a formar una coalición con el FBP, pero es escéptica de otros partidos.
Los Demócratas por Liechtenstein nominaron a Thomas Rehak y Erich Hasler para el gobierno el 16 de diciembre de 2024, siendo la primera vez que el partido presenta candidatos al gobierno desde su formación en 2018. Han declarado que están abiertos a una coalición con otros partidos. Según las encuestas, se prevé que el partido reciba una proporción significativamente mayor de votos en comparación con 2021, tal vez hasta el 20%.
La Lista Libre ha declarado su intención de no presentar ningún candidato al gobierno, pero también ha declarado que no ha descartado la participación en el gobierno. El partido Mensch Im Mittelpunkt renunció a cualquier candidato en diciembre de 2024.
La campaña electoral no está regulada en gran medida y se lleva a cabo a través de las redes sociales, los periódicos y los medios de comunicación. Todos los partidos pueden publicar un vídeo oficial de campaña en los sitios web de los principales periódicos del país. Las elecciones son las segundas que se llevan a cabo bajo la Ley de Pago de Contribuciones a los Partidos Políticos de 2019, que limitó la financiación pública a los partidos políticos registrados, prohibió grandes donaciones anónimas y exigió la publicación de cuentas por parte de los partidos.

## Sistema electoral
Los 25 miembros del Landtag son elegidos por representación proporcional de lista abierta con dos distritos electorales: Oberland con 15 escaños y Unterland con 10 escaños. Los votantes votan por una lista de partidos y luego pueden atacar a los candidatos por los que no desean emitir un voto preferencial y pueden agregar nombres de candidatos de otras listas. El umbral electoral para ganar un escaño es del 8 %.  Los miembros del Landtag cumplen períodos de cuatro años. Una vez formado, el Landtag vota para elegir a un primer ministro que gobierne a través de un gabinete de cuatro ministros, que son seleccionados entre los miembros del Landtag. La votación es obligatoria por ley y la mayoría se lleva a cabo por correo. Los colegios electorales están abiertos solo durante una hora y media el día de las elecciones. Los ciudadanos mayores de 18 años que hayan residido en el país desde un mes antes del día de las elecciones pueden votar.

## Encuestas
| Publicación         | Encuestador         | Muestra | Realización              | VU      | FBP     | DpL     | FL     | DU     | MiM     |
| ------------------- | ------------------- | ------- | ------------------------ | ------- | ------- | ------- | ------ | ------ | ------- |
| 3 de julio de 2024  | Vaterland/Demoscope | 1188    | Finales de julio de 2024 | 25 %    | 24 %    | 23 %    | 14 %   | n/a    | n/a     |
| 13 de julio de 2023 | Vaterland           | 4638    | Julio de 2023            | 14,70 % | 16,19 % | 41,46 % | 5,17 % | 0,71 % | 14,75 % |

## Resultados
|  | 39.2 % |

|  | 36.0 % |

|  | 38.3 % |

|  | 25.6 % |

|  | 32.3 % |

|  | 27.5 % |

|  | 23.8 % |

|  | 22.0 % |

|  | 23.3 % |

|  | 11.3 % |

|  | 9.7 % |

|  | 10.9 % |

|  | 97.38 % |

|  | 97.38 % |

|  | 97.38 % |

|  | 2.62 % |

|  | 2.62 % |

|  | 2.62 % |

|  | 100.00 % |

|  | 100.00 % |

|  | 100.00 % |

|  | 75.9 % |

|  | 76.34 % |

|  | 76.34 % |

## Formación de gobierno
Después de las elecciones, la VU invitó al FBP a comenzar las negociaciones para un gobierno de coalición renovado, que el FBP aceptó. La VU y el FBP están actualmente en negociaciones para la formación de un gobierno de coalición, lo que hace que la sesión del Landtag para elegir al nuevo gobierno se posponga del 20 de marzo al 10 de abril. El DpL también expresó su deseo de abrir negociaciones para un gobierno de coalición.
Según una encuesta del Instituto Liechtenstein publicada después de las elecciones, el 17 % y de los votantes que votaron por el FBP en 2021 cambiaron a la VU en 2025. El 91 % de los encuestados citó que la elección de Walch como candidato a primer ministro o del equipo de gobierno del FBP en general fue la razón de su cambio de voto. Además, la misma encuesta sugirió que el FBP perdió otro 14 % de su electorado de 2021 a la DpL, y la mayoría de los encuestados citaron el deseo de políticas diferentes para el cambio.